# NGC 3056
NGC 3056 је спирална галаксија у сазвежђу Шмрк (Пумпа) која се налази на NGC листи објеката дубоког неба.
Деклинација објекта је - 28° 17' 54" а ректасцензија 9h 54m 32,7s. Привидна величина (магнитуда) објекта NGC 3056 износи 11,7 а фотографска магнитуда 12,6. Налази се на удаљености од 12,300 милиона парсека од Сунца. NGC 3056 је још познат и под ознакама ESO 435-7, MCG -5-24-3, AM 0952-280, PGC 28576.